# ماکراوان
ماکراوان یک روستا در ارمنستان است که در استان کوتایک واقع شده‌است. در کیلومتری شمال هرازدان، مرکز استان کوتایک واقع شده‌است.

## خصوصیات
ماکراوان نفر جمعیت دارد و در ارتفاع متر بالاتر از سطح دریا قرار گرفته‌است.

## نگارخانه

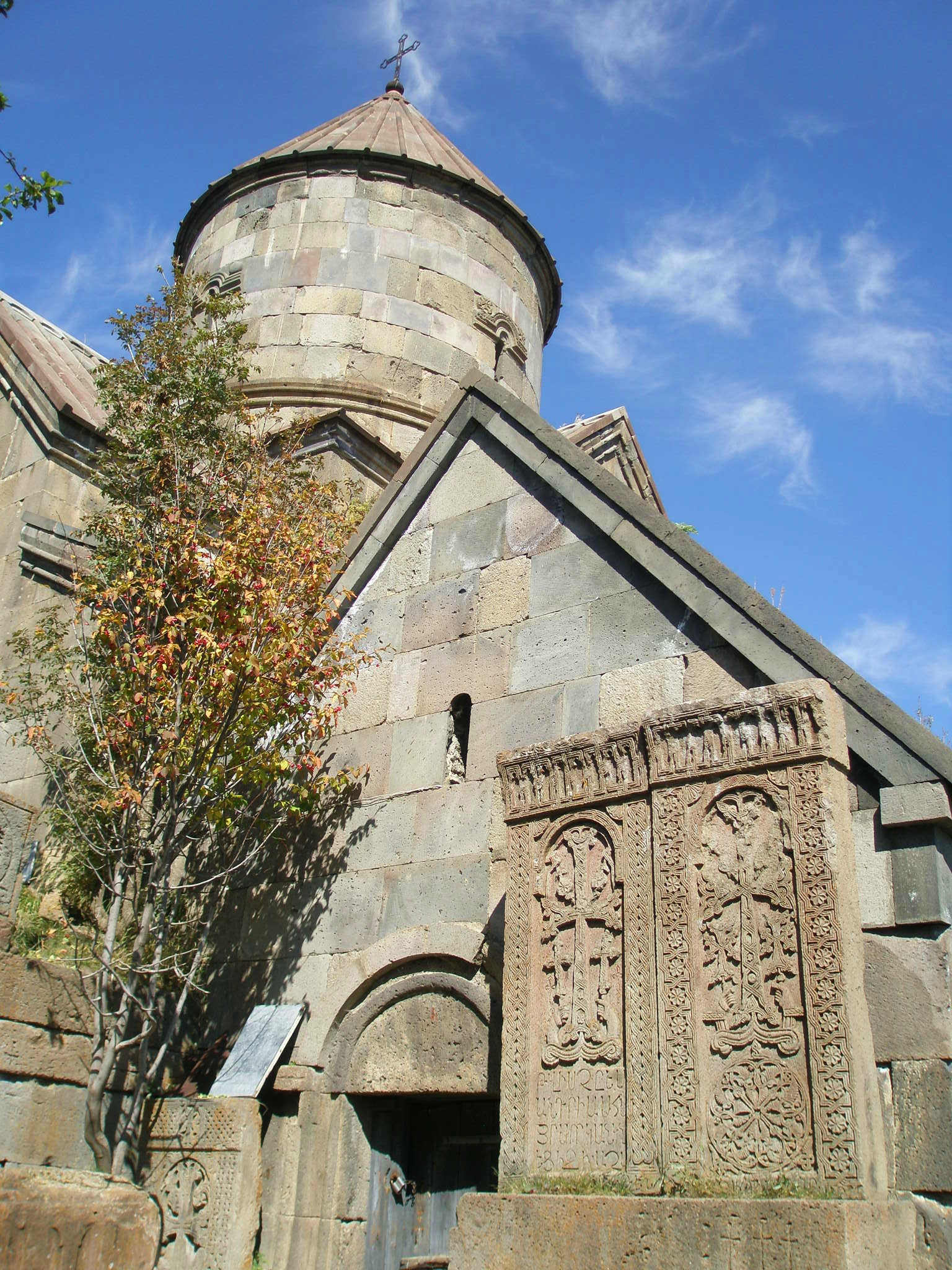
کلیسای مریم مقدس (متعلق به سده ۱۳ام میلادی) و نمازخانه (متعلق به سده ۱۱ام میلادی; adjacent, راست) در صومعه ماکاراوانک